# Apaches (revue)
Pour les articles homonymes, voir Apache.

Apaches est une revue de bande dessinée de l'éditeur de Petit format Aventures & Voyages qui a eu 108 numéros de mai 1957 à janvier 1987. Trimestriel de western qui commença comme Totem spécial hors-série avant de devenir Kris spécial hors série, avec une parution trois fois par an pour les vacances scolaires (Pâques, été et Noël) puis de prendre son nom définitif. 196 pages du n°1 au n°25, 164 pages du 26 au 68 puis 132 pages jusqu'à la fin.
Enzo Chiomenti a dessiné la plupart des couvertures ; certaines autres le sont par Tomas Porto, et Miro notamment.

## Insolite
- Les premiers recueils étaient panachés avec En Garde et Whipee!.
- Le n°1 de mai 1957 était au format Récit Complet (13,5 x 18 cm).
- Comme pour Totem, Giddap Joe apparaît pour un épisode unique (en réédition) dans les derniers numéros.
- Bien que présenté comme une série Timbale le troubadour de Jean Cézard n'apparaîtra qu'une fois.
- Mark Trail est paru aussi dans Akim et Old Bridger de l'éditeur Del Duca ainsi que dans sa propre revue chez l'éditeur Mireille ou encore sous le nom de Mark Been dans la revue Creek.

## Les Séries
- Alamo Jim (Carlos Albiac & Carlos Casalla puis Vincenzo Monti) : N° 57 à 59
- Andy et Sandy : N° 14 à 16
- Andy et ses fourmis (Cyril Price) : N° 82
- Arok (Ennio & Vladimiro Missaglia) : N° 93 à 108.
- Babe Ford (Mario Basari & Renato Polese) : N° 61 à 65.
- Bang Bang sam (Vicar) : N° 55, 57, 62
- Bill Falco (Pini Segna) : N° 4 à 7.
- Billy Boy : N° 8 à 12, 66 à 72.
- Black Jack (Antonio Mancuso & Franco Devescovi) : N° 65 à 70
- Bubule et Grignotte : N° 97
- Canada Jean (Ivo Pavone) : N° 77 à 104.
- Capt'ain Vi-de-Bor (Eugène Gire, Michel-Paul Giroud) : N° 80
- Captain James (Roger Lécureux & Lucien Nortier, Pierre Brisson) : N° 7 à 9.
- Cœur Courageux (Jack Pamby) : N° 107, 108.
- Cyrano : N° 57
- Dan Canyon : N° 30 à 32, 35
- Flèche d'Argent (Benedetto Resio) : N° 18 à 20, 22 à 26.
- Flèche Rouge (Antonio Sánchez Avia-Rafael Boluda) : N° 27 à 44, 48 à 53, 55.
- Frères de sang (Ivo Pavone) : N° 16 à 18, 20, 21
- Fulgor (Roberto Renzi & Augusto Pedrazza) : N° 15 à 19.
- Giddap Joe (Ivo Pavone) : N° 106
- Jimmy Crockett (Jorge Moliterni) : N° 73 à 76
- Johnny Flipper (S. Tonna) : N° 105
- Kris le Shérif (Giana Anguissola & Lino Zuffi) : N° 20 à 25
- Les Durs de Durs : N° 43 à 51, 53 à 80, 82.
- Madok : N° 44 à 60
- Mark Trail (Ed Dodd) : N° 63 à 65, 68, 69, 71 à 81, 83 à 102.
- Martin Gaucho (Eustaquio Segrelles del Pilar) : N° 103 à 105.
- Oreste : N° 22
- Pecos Bill (Guido Martina & Raffaele Paparella ou Dino Battaglia, Leone Cimpellin) : N° 24 à 27
- Petite Plume : N° 81
- Pimpin et son zoo (Leo Baxendale) : N° 67
- Pon-Pon (Carlo Chendi & Luciano Bottaro) : N° 106
- Rex Apache : N° 40 à 43
- Rouletabille (studio Barbato, Paolo Morisi, Daniel Martin) : N° 107, 108
- Silver scout (Franco Donatelli) : N° 12, 13
- Texas Bill : N° 36, 39
- Ticonderoga N° 91, 92
- Tim Tiller : N° 8, 9
- Timbale le troubadour (Jean Cézard) : N°15
- Wild Joe : N° 14
- Yankee (Michel Paul Giroud) : N° 62, 88, 89